# Слово року (Україна)
В Україні опитування Слово року проводиться з 2013 року онлайн-словником неологізмів та сленгу сучасної української мови Мислово.
Основними критеріями для визначення слова року є популярність слова та його соціальна значущість.
- У 2013 році словом року став «Євромайдан».[2] Як зазначили редактори словника, «хоча слово з'явилось в українській мові лише в кінці листопада, воно дуже швидко стало домінуючим у суспільній дискусії».[3] Це слово також зайняло друге місце в опитуванні Російського слова року.[4]
- У 2014 році — «кіборги» (у значенні «захисники Донецького аеропорту»).[5]
- У 2015 році — «блокада» (через блокаду анексованого Росією Криму).[6]
- У 2016 році — «корупція» (як підсумок суспільної дискусії про її шкідливий вплив на українську державу).[7] Іншими словами видання виділило: офшор, е-декларація, банкопад, безвіз, брекзит, зрада/перемога[8].
- У 2017 році — «безвіз» (через вступ у дію безвізового режиму з ЄС).[9]
- У 2018 році — «томос» (на честь утворення в Україні автокефальної помісної церкви, надання Томосу про автокефалію Православної Церкви в Україні).[10]
- У 2019 році — «діджиталізація» («термін з великим відривом очолив список найвідвідуваніших слів словника»[11]; поміж іншого, у зв'язку зі створенням Міністерства цифрової трансформації)
- У 2020 році — «коронавірус» (у зв'язку з пандемією коронавірусу) «Вірус, назва якого… була відома лише вузькому колу медичних спеціалістів, … справив визначальний вплив на життя людей, а отже і на мову»[12].
- У 2021 році — «вакцина» (у зв'язку з пандемією коронавірусу)[13]
- У 2022 році — «русский военный корабль, иди …» (у зв'язку з російським вторгненням в Україну (з 2022))[14]
- У 2023 році — «мобілізація» (у зв'язку з посиленою увагою до мобілізаційних процесів)[15]

- У 2024 році — «бусифікація» (у зв'язку з агресивними методами мобілізації)[16]